# Zenodorus jucundus
Zenodorus jucundus là một loài nhện trong họ Salticidae.
Loài này thuộc chi Zenodorus. Zenodorus jucundus được William Joseph Rainbow miêu tả năm 1912.